# 四日市市立図書館
四日市市立図書館（よっかいちしりつとしょかん）は、三重県四日市市にある公立図書館。蔵書数は三重県内の市町立図書館で最も多い。

## 概要
1908年（明治41年）に中新町に創設され、現行の図書館は1973年（昭和48年）に新築移転したものである。諏訪栄町にある旧四日市市立図書館は、
四日市市の近代建築を代表する建物であり、2003年（平成15年）に国の登録有形文化財に登録された。
鉄骨鉄筋コンクリート地上3階地下1階建、建築面積は1,393.43m2、延床面積は3,924.16m2である。清水建設が建設を請け負った。

### 館内
2013年現在。利便性を考慮して1階に図書館の主要機能を集め、書庫を広めにとって増大する蔵書へ対応できるように配慮して設計された。
| 階      | 面積（m2） | 設備                                                                                   |
| 3階     | 937.89     | 学習室、一般研究室、会議室、研修室、図書リサイクルコーナー、スナックコーナー           |
| 2階     | 1,281.54   | 書庫、地域資料室、事務室、視聴覚ホール、郷土作家研究コーナー、一般閲覧コーナー         |
| 1階     | 1,394.47   | 書架（一般成人室・児童室）、書庫、事務室、市民図書リサイクルコーナー、点字・録音資料室 |
| 地下1階 | 257.94     | 機械室、倉庫                                                                           |

1973年（昭和48年）の開館当時は3階の学習室が学生閲覧室、一般研究室がグループ学習室であり、2階の郷土作家研究コーナーはなかった。

### 市内の図書館・図書室
市内には以下の3館の図書館・図書室がある。このうち、あさけプラザ図書館と楠交流会館図書室は三重県図書館協会の施設会員である。
- あさけプラザ図書館 - 四日市市下之宮町296番地1 四日市地域総合会館 あさけプラザ1階
- 楠交流会館図書室 - 四日市市楠町北五味塚1211番地1 楠交流会館内
- 四日市公害と環境未来館 - 安島一丁目3番16号 そらんぽ四日市1・2階

## 利用案内
- 貸出制限 - 四日市市・三重郡に居住・通勤・通学する者及び桑名市・いなべ市・員弁郡東員町に居住する者
- 貸出可能点数 - 10点
- 返却場所 - カウンター、図書館返却ポスト、駅前返却ポスト（四日市物産観光ホール内）
- 開館時間 - 9時30分〜19時（特別室および土日祝日は17時まで）
- 休館日 - 月曜日、年末年始、第2・第4火曜日、特別整理期間

## 歴史

### 図書館の設立と発展（1908-1945）

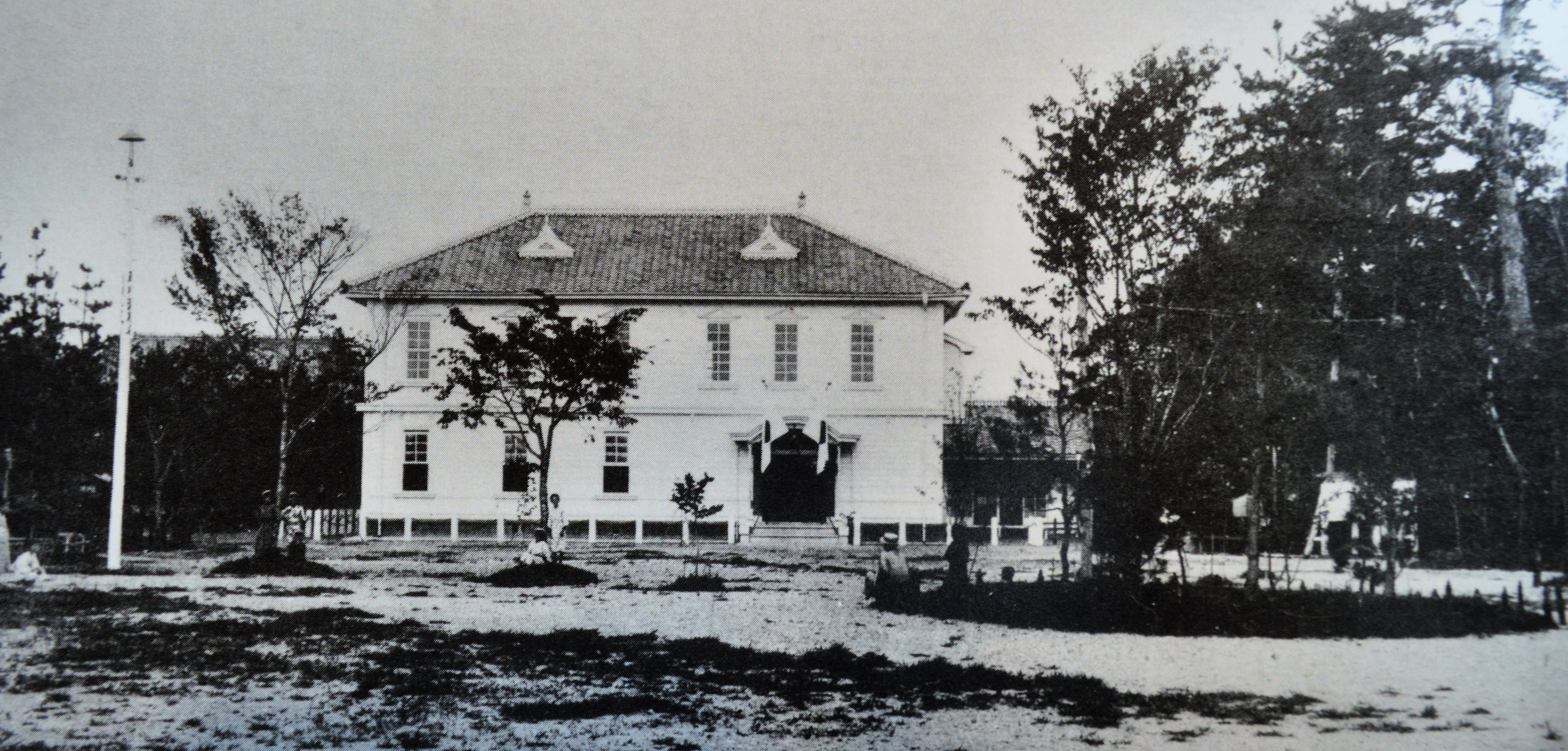
1916年から1929年まで使用された建物

1899年（明治32年）の図書館令発令によって、四日市市立第五尋常高等小学校の敷地内に、1908年（明治41年）10月1日に開館。1912年（明治45年/大正元年）の統計によれば蔵書は4,778冊、1日平均閲覧者数は1.92人と小規模であった。1914年（大正3年）に四日市市役所内に移転したが、1916年（大正5年）6月に諏訪公園の一角に大正天皇即位大礼記念事業として独立した建物を得て再移転した。ここから本格的な図書館活動を開始し、1917年（大正6年）には蔵書は6,686冊、1日平均閲覧者数は44.31人に増加した。1926年（大正15年/昭和元年）には「施設経営が優良である」として三重県知事から奨励金を受けた。翌1927年（昭和2年）には三重県立四日市商業学校の卒業生から同校創設者の井島茂作が所蔵していた図書1,220冊が寄贈され、「井島文庫」が設置された。井島文庫は1994年（平成6年）に四日市市立博物館に移されるまで図書館が所有していた。

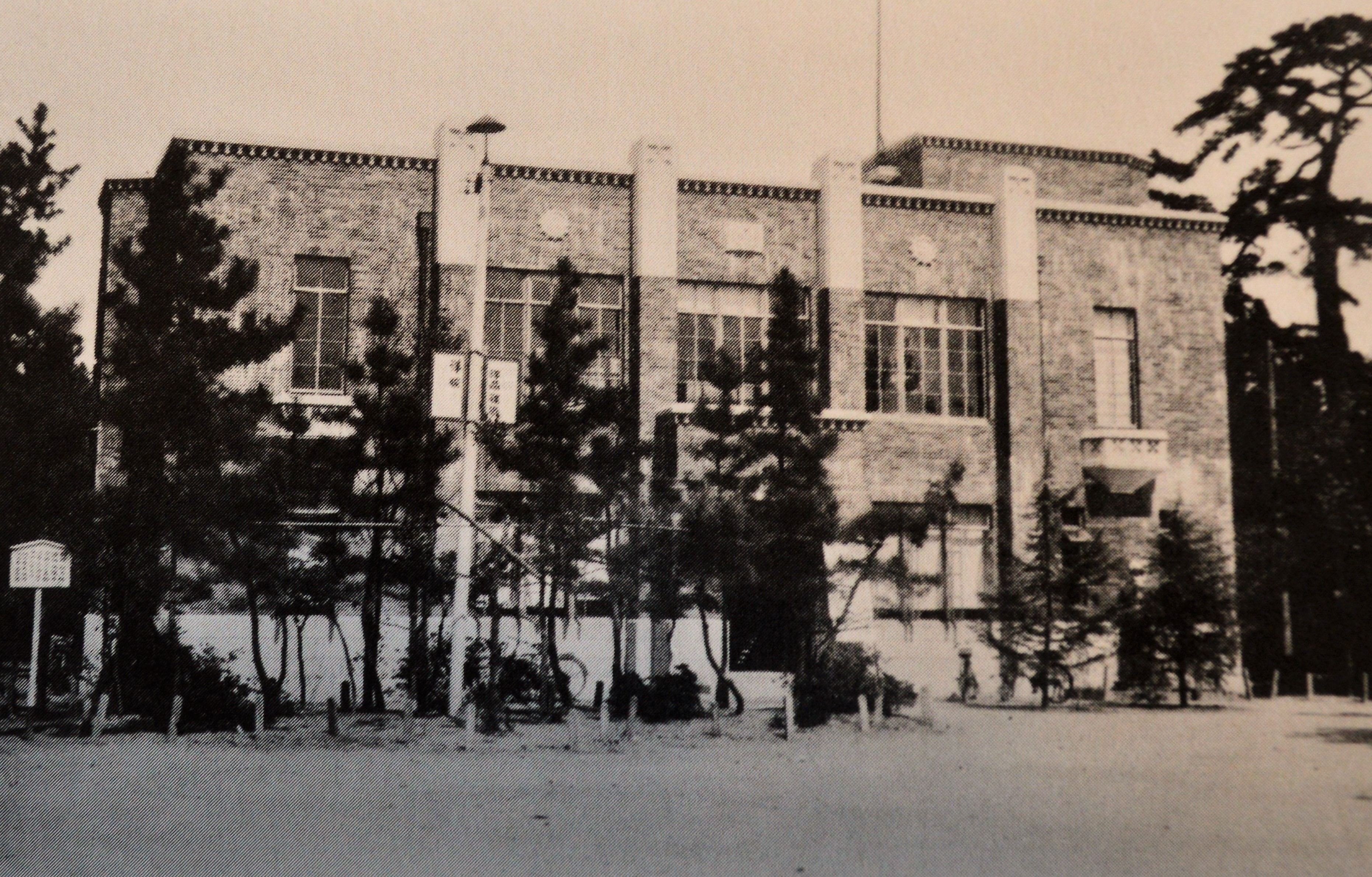
1929年に諏訪公園に建設された四日市市立図書館

1929年（昭和4年）になると、実業家の熊澤一衛が昭和天皇御大典記念事業として鉄筋コンクリート赤レンガ造り2階建て一部塔屋付きの建物を寄付し、図書館とした。この建物は四日市市民の文化のシンボルとして、戦後まで親しまれた。図書館活動も活発化し、図書館報の発行、読書会や展覧会の開催、巡回文庫などを展開した。この「読書会」とは、会員が毎回3 - 5人ずつ歴史書や純文学など、多様なジャンルの本を発表するもので、太平洋戦争のさなかであったにもかかわらず、国粋主義的なものや戦争に関するものとは全く無縁であったところが特筆される。

### 戦中・戦後の混乱と復興（1945-1951）
1945年（昭和20年）6月18日夜、四日市空襲によって四日市市街は大きな被害を受け、諏訪公園では図書館以外の施設はすべて失われた。図書館にあった1万数千冊の図書も無事であった。戦災以降、建物は市立四日市病院に転用されることとなった。そのため図書は四日市市立四郷国民学校へ移し、しばらく休館することになったが、1946年（昭和21年）3月3日に軍国主義的な約2,000冊の図書を除籍した上で、日永と富田の2か所の分室を設置した上で貸出業務を再開した。
翌1947年（昭和22年）11月3日に四日市市警察四日市警察署の3階の一部を間借りする形で日永と富田の分室を廃止、統合した。さらに1948年（昭和23年）に三重県民間情報局教育部の係官が視察に訪れ、市立四日市病院に対して建物を早急に四日市市立図書館に変換することを命じ、同年3月、図書館は元の建物に復帰した。

### 工業都市の図書館へ（1951-1973）

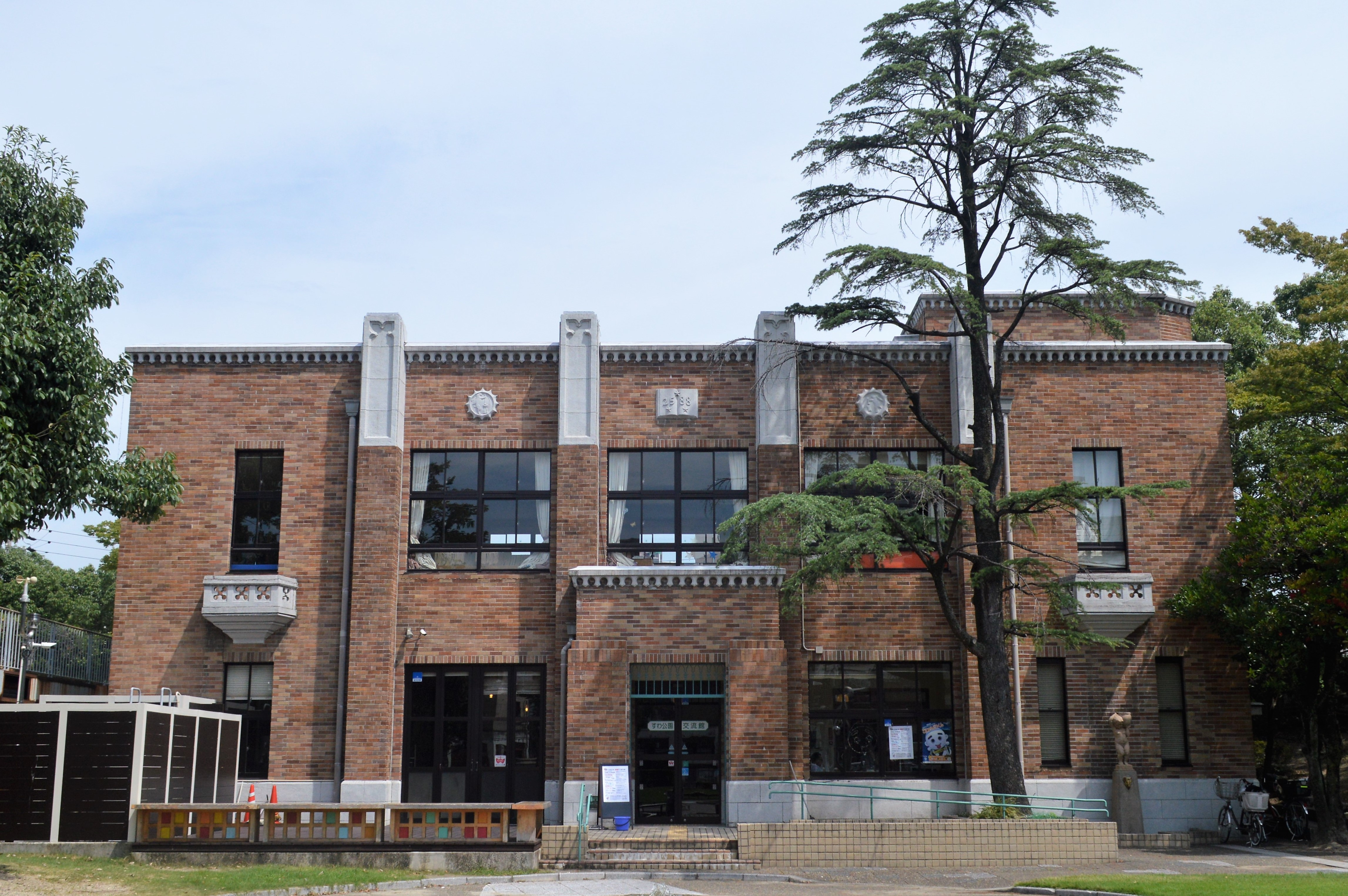
旧四日市市立図書館（すわ公園交流館）

1951年（昭和26年）7月7日、市立図書館、学校・公民館・民間企業・組合の設置する図書室を会員として「四日市図書館研究会」が発足した。こうした組織が結成されたのは三重県では初めての出来事であった。同年、平田紡績社長の宗村佐信による100万円の寄付のうち75万円を用いて本館への来館が不便な四日市市北部の住民のために、四日市市立富洲原小学校の隣に富洲原分館を建設、12月8日に開館した。宗村の寄付の残りは1959年（昭和34年）の図書館創立50周年を記念して設置された、「商工資料室」の建設資金に充てられた。商工資料室は同年7月、本館東側に設置され、官報、特許や実用新案、意匠、商標に関する資料、日本工業規格、洋書を含む商工資料が収集されている。同時に図書館の歴史を綴った『四日市市立図書館50年の歩み』も刊行された。1964年（昭和39年）10月には自動車文庫を開始した。
商工資料室の利用状況は当初芳しくなかったため、図書館では1961年（昭和36年）から商工資料室月報『産業技術情報よっかいち』を発行し、中小企業に無料配布した。創刊号は155部であったが徐々に発行部数を伸ばし、隣接する桑名市や鈴鹿市にも配布地域を拡大、1965年（昭和40年）6月からは月3回発行の速報版も発刊するに至った。日本国内外の工業に関する最新技術や特許の紹介と工業関連の新着図書・雑誌の紹介を行い、日本全国の工業都市にある図書館から注目された。更に1966年（昭和41年）7月には「公害コーナー」を設置し、公害関係の図書や報告書の収集を開始した。

### 久保田へ移転（1973-）

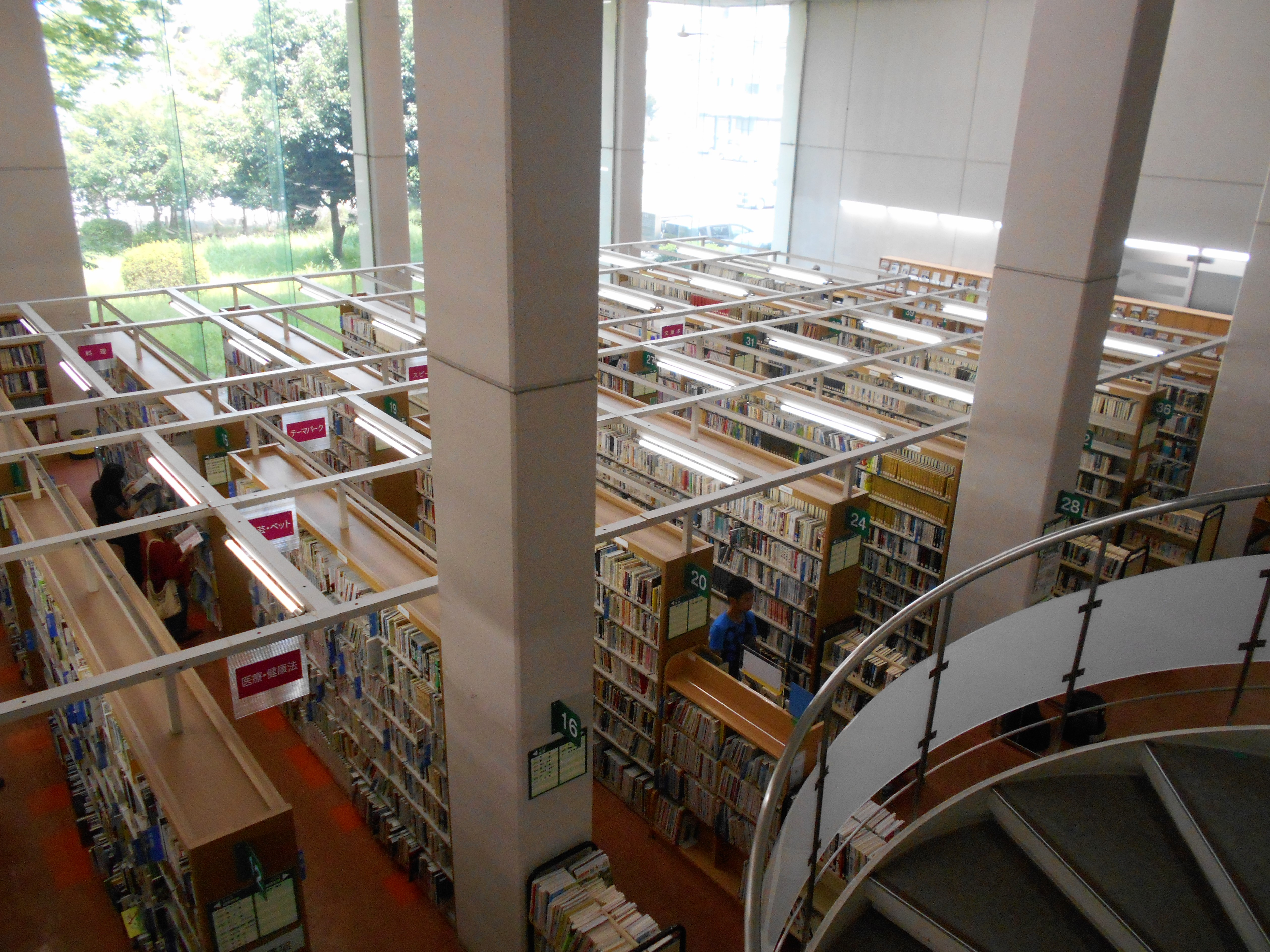
現行館の館内

1970年（昭和45年）、市民の新図書館建設要望に応え、「図書館の地域計画並びに建設計画案」を策定、翌1971年（昭和46年）から建設用地確保と敷地造成を行い、1972年（昭和47年）に予算3億円で着工した。1973年（昭和48年）4月24日に完成、7月17日に落成式を挙行し、8月10日から業務を開始した。最新の設備導入と児童室・福祉コーナーの設置が行われた。さらに1978年（昭和53年）、四日市市出身かつ名誉市民である作家の丹羽文雄を紹介する「丹羽文雄記念室」が開設された。1984年（昭和59年）8月、四日市地域総合会館あさけプラザが開館、その中に図書館が設置され、四日市市北部の文化拠点となっている。
1989年（平成元年）、コンピュータによる貸出管理を開始する。1996年（平成8年）8月には四日市市環境学習センターが開館、図書室が設置された。1997年（平成9年）1月11日には図書館業務のネットワーク化を行って市内の3館（市立図書館本館、あさけプラザ図書館、環境学習センター）が結ばれた。同時に利用カードの共通化と貸出期間の延長が実現した。
旧図書館は2003年（平成15年）1月31日に国の登録有形文化財に登録された。
手狭を理由に移転した図書館であったが、21世紀初頭には蔵書の一部を館外で保管するなど再び手狭になっている。施設は老朽化しており、新しい図書館の建設を求める市民の声もある。また「新しい図書館のあり方検討会」が2010年（平成22年）にまとめた報告書で「新しい図書館を建てることについて、将来的には市としても具体的な計画を立てるべきであります。」と結んでいる。一方、市側は巨額の建設費負担が伴うため、既存施設を活用する方針であると2010年時点では報じられていた。その後、図書館を中心市街地活性化の核にしようと四日市市役所隣に建設する計画が持ち上がった。2017年（平成29年）11月1日から吊り天井の工事を行うために長期休館に入り、2018年（平成30年）1月29日まで継続した。休館中は図書館の一角に臨時予約貸出窓口が設けられ、予約図書の貸し出し業務を実施する。
2020年代には閉店した専門店ビルのスターアイランド跡地を移転先にする構想があった。しかし、事業者の近鉄側と費用面で調整できず、四日市市は2024年（令和6年）5月にスターアイランド跡地への移転を断念した。

## 自動車文庫
四日市市では「自動車文庫」の名で移動図書館を運営し、市内93か所を2台の自動車（移動図書館）が巡回している。三重県では費用面から多くの自治体が移動図書館を取りやめてしまい、四日市市でも2003年（平成15年）度より自動車の運転を民間委託して費用節減を行っている。
所有する移動図書館は「かもめ号」（3代目、2005年〔平成17年〕導入）と「みなと号」（4代目、1998年〔平成10年〕導入）である。図書館本館と同様10点借りることができる。貸し出し冊数は年々増加しており、利用者は女性が多い。

## 重点を置くコーナー

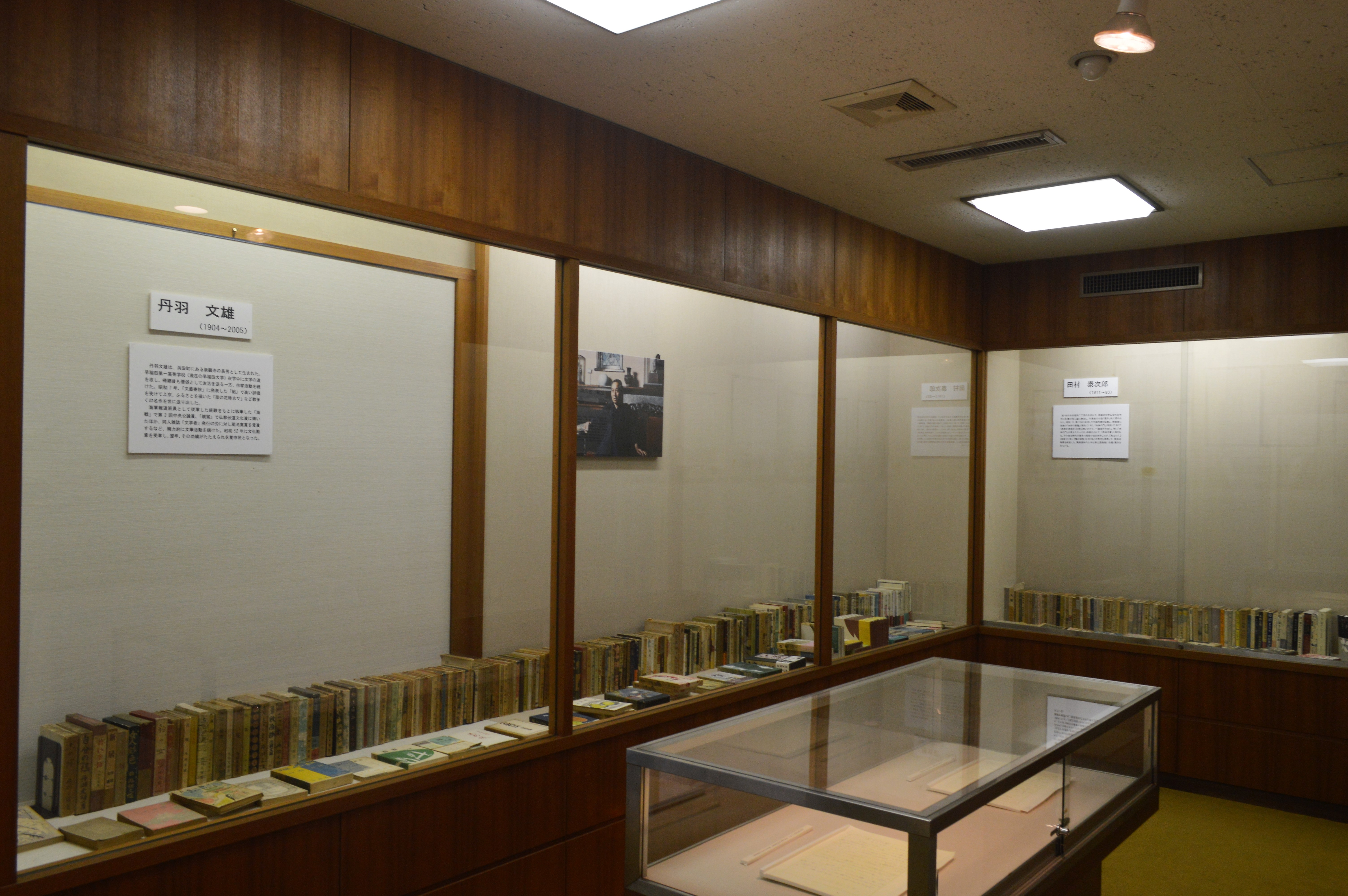
丹羽文雄記念室

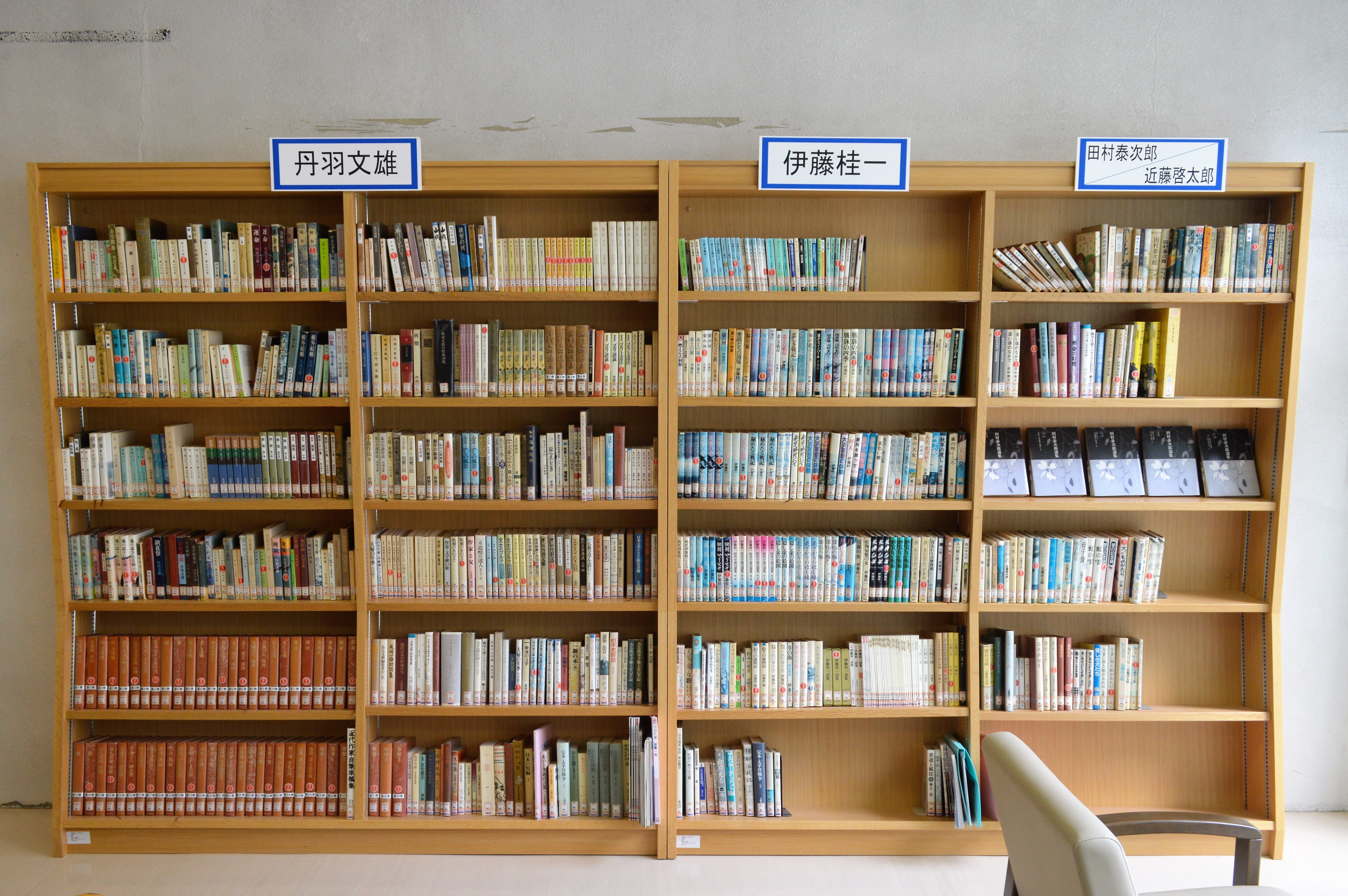
郷土作家研究コーナー

### 郷土作家研究コーナー
丹羽文雄記念室として創設された。開設に当たっては丹羽文雄に詳しい小泉譲や松原義男らの協力を得た。丹羽の著作はほぼすべて収集されており、写真や新聞の切り抜き、書簡などもある。このほか、田村泰次郎・近藤啓太郎・伊藤桂一・赤瀬川隼・笙野頼子ら四日市出身作家の作品も集めている。

### 同和問題関係図書コーナー
同和問題に関する図書の収集に力を入れており、1996年（平成8年）時点で開架・閉架合わせて約2,000冊を所蔵している。周辺府県を含めても充実した蔵書量で、教職員や大学生などの利用が多い。

### 点字・録音資料室
旧福祉コーナー。ボランティアグループが点字訳や録音を行っており、1996年（平成8年）時点で点字図書は2,909冊、録音図書は8,844本所蔵する。障害者福祉の充実は久保田移転時からの重点政策であり、入り口をスロープ化して段差をなくし、関係機関との連携によって点字・録音図書の整備することを企画していた。

## 周辺
駐車場は103台分用意しているが、休日には慢性的な駐車場不足が発生している。近鉄名古屋線・湯の山線、四日市あすなろう鉄道内部線 近鉄四日市駅から徒歩12分、または同駅から三重交通バスまたは三岐バス乗車、「市立図書館前」下車、徒歩約2分である。
- 市立四日市病院
- 四日市市文化会館
- 四日市市上下水道局